# Hankasalmi
Hankasalmi is een gemeente in de Finse provincie West-Finland en in de Finse regio Centraal-Finland. De gemeente heeft een landoppervlakte van 571,69 km² en telt 4.601 inwoners (2022).